# 金華路
金華路為台灣台南市的南北向主要道路之一，位於台南市南區、中西區及北區，部分屬台17甲線之一部分。南起南區中華南路叉路，北至北區臨安路岔路，全長約4.7公里。而金華路與明興路共編台南市道路編號17。

## 事件
- 三一九槍擊事件：為發生在2004年3月19日下午，對時任中華民國總統陳水扁及副總統呂秀蓮的槍擊事件。而該事件發生地點位在金華路三段。

## 行經行政區域
（由南至北排序）
- 南區
- 中西區
- 北區

## 沿途地標及設施
- 一段：
  - 台南市南區區公所（金華路口對面）
  - 鹽埕觀音寺
  - 台南鹽埕郵局台南33支局
  - 台南市公共自行車-YouBike2.0日新國小
  - 臺南市南區日新國民小學
- 二段：
  - 台南市政府警察局第六分局金華派出所
  - 水萍塭公園
  - 台南市公共自行車-YouBike2.0水萍塭公園（金華路）
- 三段：
  - 台南華心大飯店
  - 林肯飯店
  - 河樂廣場
  - 台南市公共自行車-YouBike2.0河樂廣場（金華路）
- 四段：
  - 臺南市中西區協進國民小學
  - 三協境全台開基藥王廟

## 分段
- 一段：中華南路－新興路
- 二段：新興路－永華路
- 三段：永華路－民生路
- 四段：民生路－成功路
- 五段：成功路－臨安路

## 交通改革
2024年8月24日起，金華路（中華南路至鹽埕路、大成路至臨安路）開放機車行駛內側車道及不強制兩段式左轉，但保留機車待轉區，提供機車騎士更寬廣的行車空間。

## 本路段客運
- 市區公車[2]

| 編號 | 路線                                 | 本路段公車站                           |
| ---- | ------------------------------------ | -------------------------------------- |
| 0左  | 台南車站－台南車站（逆時針循環線）   | 金華成功路口－河樂廣場（金華路）       |
| 0右  | 台南車站－台南車站（順時針循環線）   | 河樂廣場（金華路）－金華成功路口       |
| 1    | 台南車站－茄萣／崎漏電信局           | 南區區公所－日新橋                     |
| 6    | 統聯客運永康站／仁德轉運站－龍崗國小 | 水萍塭公園－新興路口 日新橋            |
| 32   | 原住民文化會館－高鐵台南站           | 鹽埕－金華路一段                       |
| 77   | 原住民文化會館－仁德轉運站           | 河樂廣場（金華路）－協進國小（金華路） |